# Bernhard Reichenbach
Bernhard Reichenbach (Berlín, 1888 - Londres, 1975) va ser un membre del Comitè Executiu de la Internacional Comunista i del Partit Comunista Obrer d'Alemanya. Va actuar com a delegat en el Tercer Congrés de la Tercera Internacional.
Va néixer a Berlín el 1888, fill de Bruno Reichenbach. (El seu germà menor era Hans Reichenbach, que es convertiria en un destacat filòsof de la ciència). Bernhard va ser objector de consciència; entre el 1915 i el 1917 va servir a l'exèrcit alemany durant la Primera Guerra Mundial en el cos mèdic, participant en la batalla de Verdun. Després es va unir al Ministeri d'Afers Exteriors d'Alemanya, on va servir fins al 1919. Bernhard es va unir al Partit Comunista Obrer d'Alemanya i, poc després del naixement del seu fill, Hanno, va viatjar a la Unió Soviètica, on va mantenir discussions amb Lenin.
Reichenbach era economista i treballava com a agent de compres per a una empresa química.
Amb l'arribada al poder d'Adolf Hitler i el partit nazi, Reichenbach, com a alemany d'origen jueu i amb creences polítiques comunistes, va restar greument amenaçat i va fugir a Gran Bretanya a través dels Països Baixos. Durant la Segona Guerra Mundial, va treballar per a l'oficina de British Foreign, en diverses publicacions antinazis distribuïdes per Alemanya; més tard se li concediria l'Orde al Mèrit de la República Federal Alemanya per aquesta participació en la lluita contra el nacionalsocialisme.